# Leonel Paulo

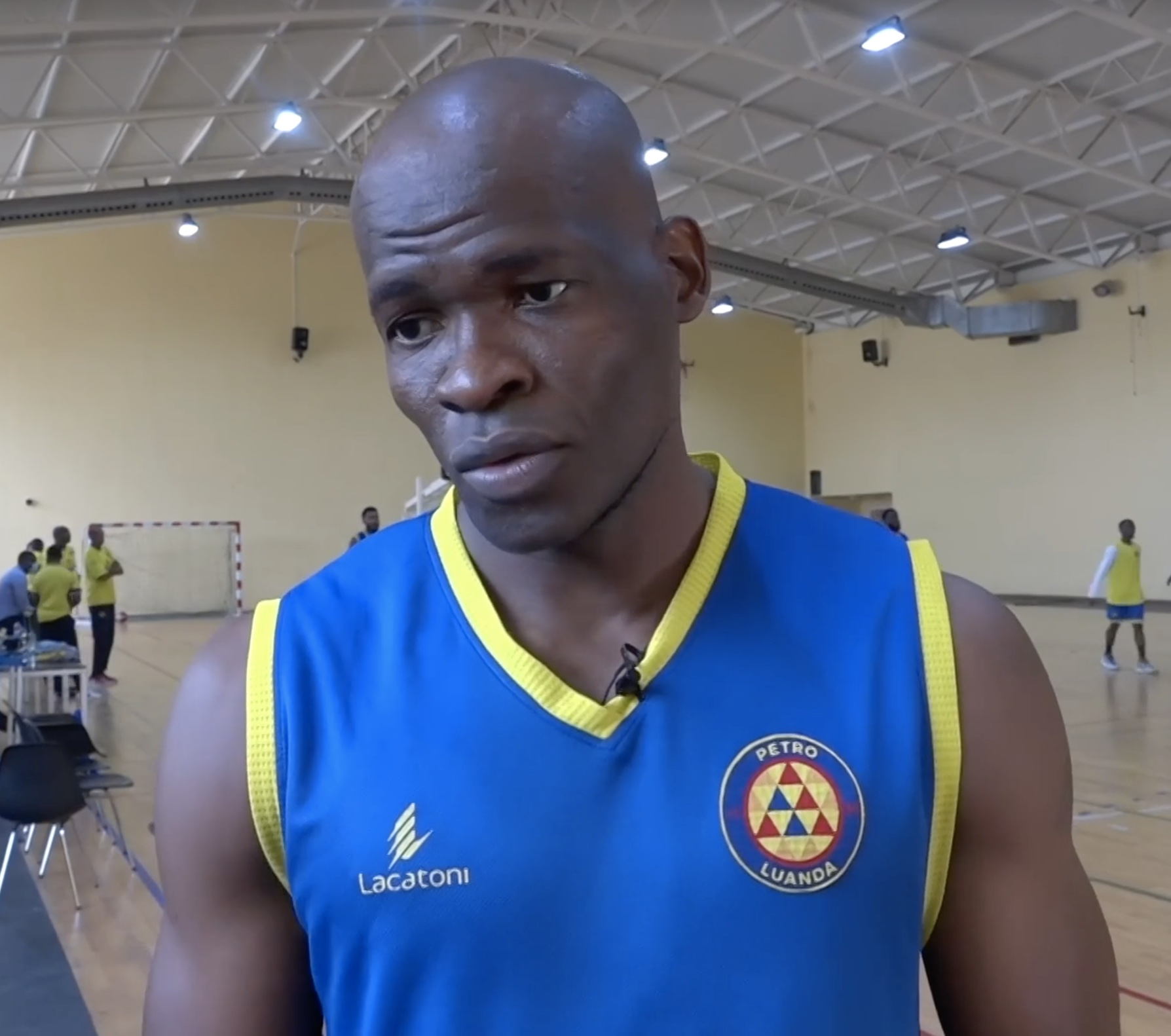
Imagem de Leonel Paulo jogador de basquete Angolano.

Leonel Paulo (30 de abril de 1986) é um basquetebolista profissional angolano, atualmente joga no Anadia Futebol Clube. Teve as suas passagens de maior sucesso no Petro de Luanda, onde foi capitão do clube e disputou um total de catorze temporadas, de 2004 a 2008 e de 2012 a 2022. Desde então, ele é um agente livre. Paulo ingressou no seu primeiro clube estrangeiro, o Sangalhos DC, em Portugal, assinando um contrato de um ano em novembro de 2022.